# Vilâyet Girit

Das Vilâyet Kreta um 1900

Das Vilâyet Girit (türk.: Vilâyet-i Girit oder Girit Vilâyeti) war ein Vilâyet (Provinz) des Osmanischen Reiches auf dem Gebiet der Insel Kreta.

## Geschichte
Die Insel Kreta wurde 1646 zu einem Eyâlet des Osmanischen Reiches. Zuvor hatte die Republik Venedig die Insel beherrscht. 1864 wurde Kreta als Folge der Reformperiode Tanzimat zu einem Vilâyet. Gegen die Herrschaft der Osmanen kam es zu mehreren Aufständen. Nach dem Türkisch-Griechischen Krieg von 1896 wurde auf Druck der europäischen Großmächte Frankreich, Russland und Großbritanniens nach dem Friedensschluss vom 4. Dezember 1897 der Kretische Staat errichtet, der de facto seit 1898 ein vom Osmanischen Reich gelöstes britisch-französisch-russisch-italienisches Protektorat war.

## Bevölkerung

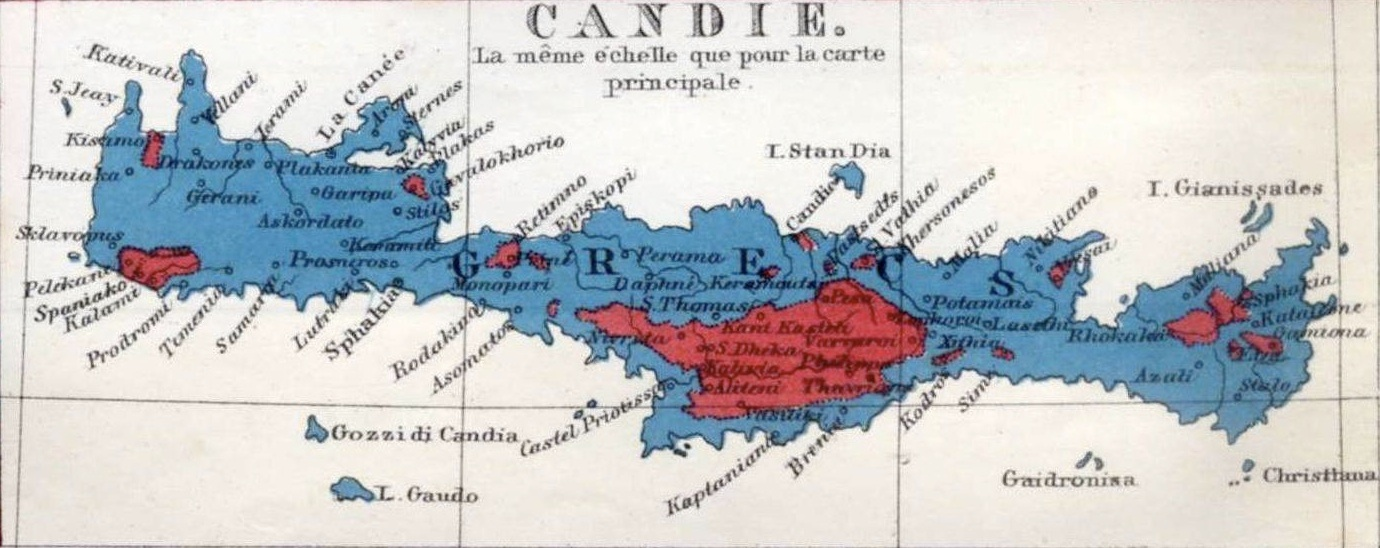
Karte von Kreta 1861. Türken (Muslime) (rot), Griechen (Christen) (blau)

Laut der letzten osmanischen Volkszählung im Jahre 1881 waren 76 % der Bevölkerung orthodoxe Christen und 24 % Muslime. Die Christen waren mit mehr als 90 % der Bevölkerung in 19 der 23 Bezirke von Kreta vertreten. Muslime bildeten in drei Großstädten im Norden der Insel mehr als 60 % der Bevölkerung.

## Verwaltungsgliederung
- Sandschak Hanya
- Sandschak Resmo
- Sandschak Kandiye
- Sandschak İsfakya
- Sandschak Laşit